# Натаніель Кейтлін

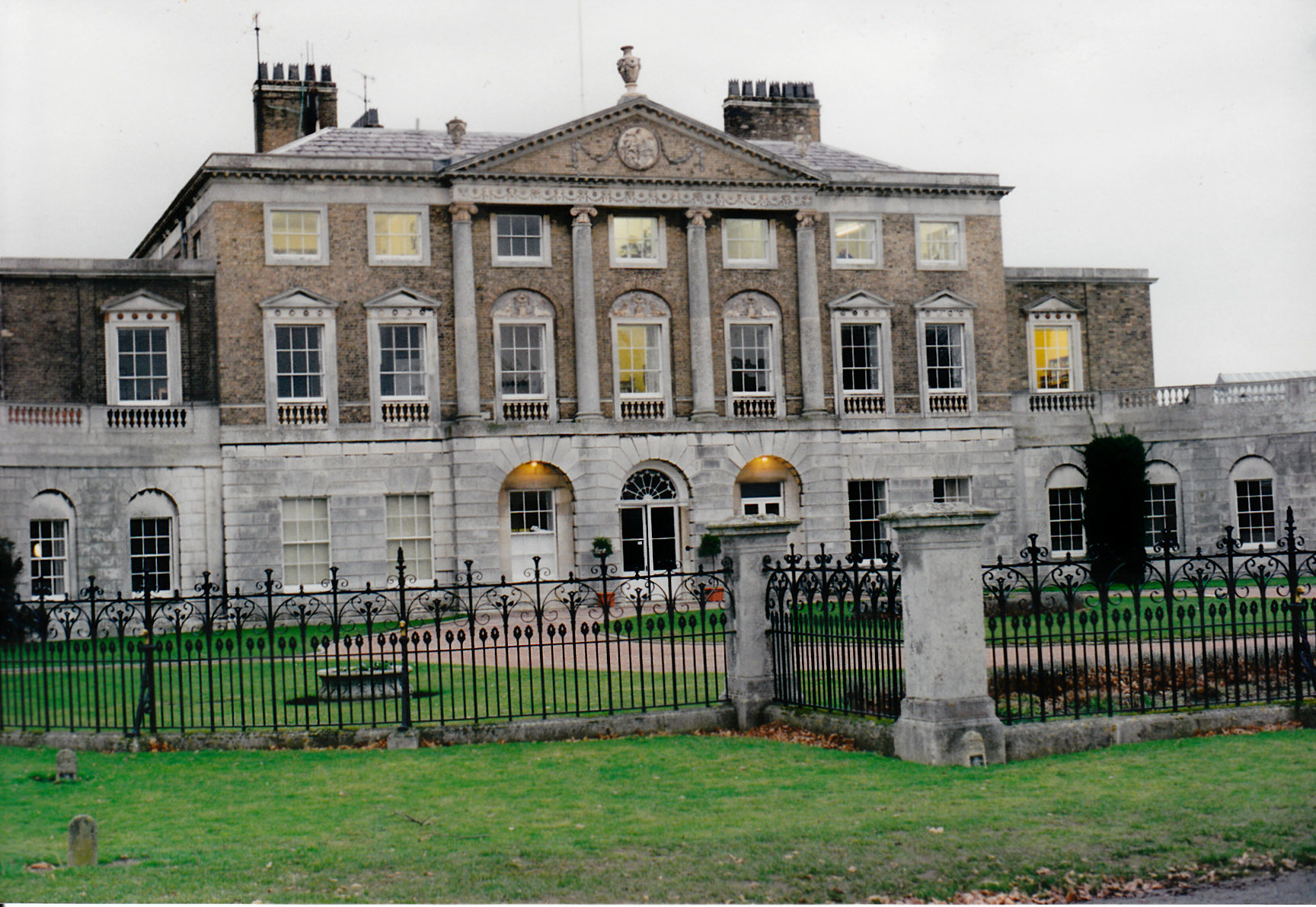
Вулвестон-Холл — місце народження Натаніеля Кейтліна.

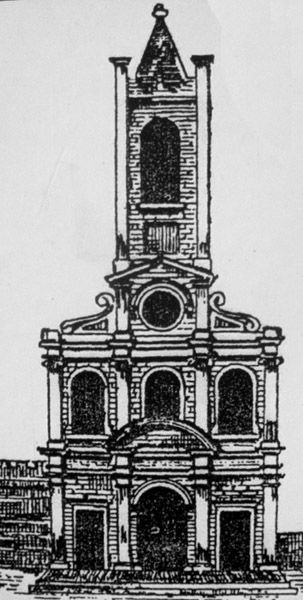
Церква Святого Миколи в Дубліні — місце поховання Натаніеля Кейтліна.

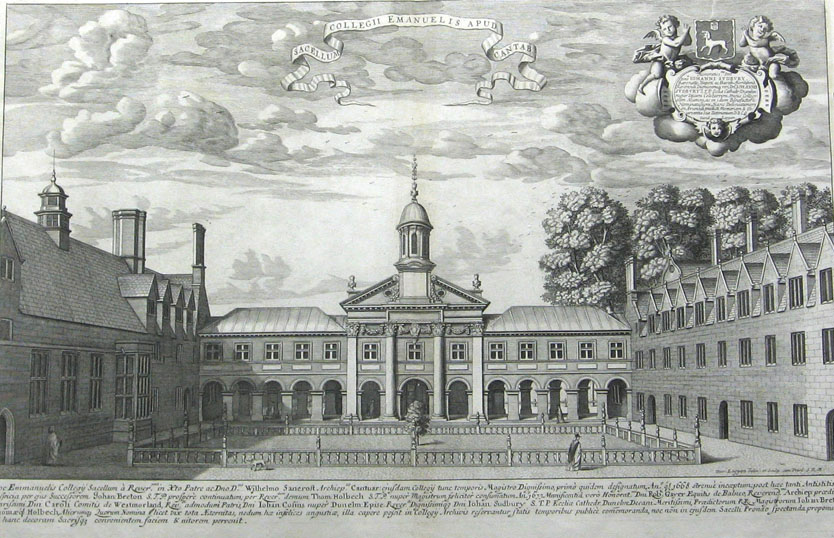
Емануель-коледж в Кембріджі.

Сер Натаніель Кейтлін (англ. — Sir Nathaniel Catelyn) (1580—1637) — спікер Палати громад парламенту Ірландії в 1634—1635 роках, провідний політик Ірландії свого часу, відомий суддя, судовий реєстратор Дубліна, другий сержант Ірландії.

## Життєпис
Сер Натаніель Кейтлін був ірландським політиком англійського походження, займав високі посади в Ірландії на початку XVII століття. Неодноразово його звинувачували в конфлікті інтересів, симпатії до католиків. Але не дивлячись на це, він зберіг довіру корони Англії, був ключовим союзником Томаса Венворта – І графа Страффорда, лорд-депутата Ірландії.  

### Родина і початок кар’єри
Сер Натаніель Кейтлін народився в Саффолку (Англія), в маєтку Вулвестон-Холл. Він був молодшим сином Річарда Кейтліна III (1547 – 1596) з Вулверстон-Холлу, що стоїть біля Іпсвіча та його дружини Діонісії – дочки Томаса Марша – клерка суду «Стар Чембер». Натаніель Кейтлін походив з родини землевласників, що займались політикою та юридичною справою, тривалий час були пов’язані з Норвічем. Його батько був молодшим сином адвоката Річарда Кейтліна II, онуком депутата парламенту від Норвіча Річарда Кейтліна І. Двоюрідним братом Натаніеля був депутат парламенту Англії від Норвіча Річард Кейтлін IV. Інший його двоюрідний брат – сер Невілл Кейтлін теж був депутатів від Норвіча. 
Натаніель Кейтлін отримав освіту в Еммануельському коледжі в Кембріджі в 1601 році. Потім він вчився в юридичній компанії «Лінкольн Інн» в 1605 році. Отримавши юридичну освіту, він планував здійснити кар’єру в Англіканській церкві, був висвячений на диякона в соборі Пітерборо в 1620 році. Однак він не став священиком, а замість цього поїхав працювати адвокатом до Ірландії, де він почав працювати в юридичній компанії «Кінгс Інн» в 1622 – 1623 роках. У 1626 році він став судовим реєстратором Дубліна.    

### Сержант Ірландії
У 1627 році Натаніель Кейтлін отримав нову посаду – другого сержанта Ірландії. Причина такого призначення незрозуміла, але це могло бути пов’язане з тиском на існуючу юридичну систему та високих судових посадовців Ірландії: у тогочасних документах повідомляється: «… Король розуміє, що для наших служб доцільно, щоб Ми мали ще одного сержанта у нашому королівстві, старанність якого може бути використана в тих справах, які Нас стосуються…» З іншого боку, Джеймс Батлер – І герцог Ормонд, що на той час був ще неповнолітнім, сказав через багато років після цього, що він пам’ятає, що ця посада була створена спеціально для Натаніеля Кейтліна, на його думку посада другого сержанта була «непотрібною королю і мало кому потрібною». Коли постало питання про ієрархію влади та повноваження, це питання було передано особисто королю. Король постановив, що другий сержант Ірландії, як і в Англії, повинен мати переваги над генеральним прокурором Ірландії та генеральним юристом-консультантом Ірландії, мати рівні повноваження з першим сержантом Ірландії. Кейтліну було дозволено зберегти посаду секретаря та радника міста Дубліна. Пізніше цей подвійний статус завдав шкоди його кар’єри.  

### Релігійні заворушення 1629 року
У 1629 році Корона Англії, яка протягом кількох років толерувала легальне існування римсько-католицької віри в Дубліні, вирішила суворо застосувати кримінальні закони щодо католиків. 26 грудня надійшла звістка про те, що в місто вводять війська, щоб перешкодити проведенню католицької меси. Почалися серйозні заворушення на релігійному ґрунті, і великий натовп закидав камінням англіканського архієпископа Дубліна Ланселота Балклі, якому довелося сховатися в приватному будинку заради власної безпеки. Намагаючись заспокоїти бунтівників, влада міста відмовила військам у в’їзді до міста: коли архієпископ, природно обурений тим, що його життя загрожує небезпеці, поскаржився, Кейтлін, як Судовий Реєстратор Дубліна, захистив право Дублінської влади щодо вживання будь-яких заходів, які вважатиме за потрібне для збереження «миру і спокою». 
Король Англії Карл I не допустив, щоб його королівські прерогативи ставилися під сумнів одним із його власних офіцерів закону, і наказав звільнити «людину Кейтліна» з посади судового реєстратора на тій підставі, що він був на його думку причиною неприємностей. Його було усунено з посади, але лорд-депутат Ірландії лорд Фолкленд, що був добре налаштований до Кейтліна, пізніше наказав Таємній Раді Ірландії вислухати його промову на свій захист. Він захищався з великою енергією, вказуючи на докази мера Дубліна про те, що він, як адвокат, просто діяв згідно з інструкціями свого клієнта, і що Судовий Реєстратор Дубліна, як і Судовий Реєстратор Лондона, займає особливе становище «служіння двом панам», Короні та Місту: хоча він був підзвітний Короні, він був обраний містом. Рада прийняла його аргументи, і він був поновлений на посаді. Цей епізод не зашкодив його кар’єрі в довгостроковій перспективі: у 1632 році він був відзначений за хорошу службу лордами-суддями, а згодом був посвячений в лицарі. Цей епізод також створив йому репутацію симпатиків римо-католиків і навіть говорили, що він в душі католик, що підвищило його популярність серед ірландців-католиків.

### Радник адміністрації графа Страффорда
У часи сильного, деспотичного і нещадного режиму графа Страффорда – англійського ставленика в Ірландії Кейтлін протягом трьох років відігравав ключову роль в управлінні урядом Ірландії. Він регулярно засідав у Суді Замкової Палати – ірландському еквіваленті Зоряної Палати, зокрема у справі про ймовірне неналежне управління Коледжем Югал, ключовим випробуванням здатності Страффорда перемогти свого найсильнішого супротивника Річарда Бойла – І графа Корк, що заснував цей коледж. У 1635 році він був провідним радником Корони в трибуналі щодо встановлення права власності Корони на землі в графстві Роскоммон і отримав похвалу Страффорда за свою хорошу роботу.

### Спікер палати громад Ірландії
Ключовою частиною програми Страффорда була демонстрація спроможності Корони Англії керувати ірландським парламентом, і для цієї мети поступливий спікер був необхідним. Страффорд обрав Кейтліна як «дуже здібну людину, яка в усьому віддасть себе на службу його величності». Лорд Страффорд також мав намір замирити римо-католиків, вибравши людину, яка, хоч і була протестантом, загалом вважалася доброзичливою до католиків. На жаль, Кейтлін не зміг забезпечити вибори до палати громад Ірландії. Страффорд впорався з цією проблемою типово безжальним способом, викликавши шерифа міста Дублін Крістофера Брайса, що завернув «не того» кандидата, оштрафувавши його та довічно позбавивши посади. Не дивно, що з огляду на таке знущання виборці обрали Кейтліна депутатом від Дубліна. Потім Страффорд прямо повідомив Палаті громад, що він відхилить будь-якого спікера, неприйнятного для короля, і чітко заявив про свій вибір Кейтліна як єдиного можливого кандидата на посаду спікера Палати громад парламенту Ірландії. Палата громад належним чином обрала Кейтліна, який керував справами Палати громад повністю згідно з інструкціями Страффорда, на велике розчарування католиків, які не отримали жодної з поступок, на які вони сподівалися.

### Родина
Перший раз Натаніель Кейтлін одружився з Марією Тернер, вдруге він одружився з Ребеккою - третьою дочкою Вільяма Тимблбі з Дубліна та його дружини Аліси Кларк – дочою Річарда Кларка з Челмондістона в Саффолку. Обидва шлюби були бездітними. Після його смерті Ребекка вдруге вийшла заміж і стала третьою дружиною сера Еразма Борроуза – верховного шерифа графства Кілдер та І баронета Борроу з Ґранджемеллону. Еразм помер близько 1650 року, Ребекка померла в 1682 році.

### Смерть
У ті часи в Ірландії було звичайним явищем коли судові сержанти виступали в суді додатковими суддями присяжних, і Кейтлін був присяжним на суді в графстві Каван, коли він помер 5 квітня 1637 року. Він був похований у церкві Святого Миколи в Дубліні.